# Vodoměrka štíhlá
Vodoměrka štíhlá (Hydrometra stagnorum) je drobný vodní hmyz z čeledi vodoměrkovitých. Za vodoměrku bývá často nesprávně označována jiná vodní ploštice – bruslařka.

## Popis
Vodoměrka má štíhlé, protáhlé a černohnědě zbarvené tělo, dlouhou dopředu protaženou hlavu. Je zaměnitelná s vodoměrkou drobnou, od které se liší stavbou hlavy a dalšími, méně nápadnými znaky. Má nepatrně viditelný sosák, kterým se přímo vbodne do kořisti a vysaje ji (nejčastěji drobný hmyz). Velikost těla 9–12 mm. Vyskytuje se ve formě dlouhokřídlé i krátkokřídlé. Krátkokřídlá varianta má silně redukované polokrovky a je běžnější.

## Život
Obývá téměř celou střední Evropu. Většinu svého života přebývá na vodní hladině v blízkosti břehu. Vodoměrka lehce pobíhá po vodní hladině s pokrčenýma, doširoka roztaženýma nohama.